# Sicodélico Jr.
Aarón R. Rodríguez (13 de junio de 1976) es un luchador profesional mexicano que trabajó para la empresa World Wrestling Entertainment, compitiendo en su territorio de desarrollo Florida Championship Wrestling, donde usó los nombres de Sicodélico Jr., Aarón Rodríguez y Espiral. 
Sicodélico Jr. es hijo del Sicodélico y sobrino de Mil Máscaras y de Dos Caras. Además Sicodélico Jr es primo de Alberto del Río.

## Carrera

### Comienzos
Sicodélico Jr. nació el 13 de junio de 1976, es hijo de Pablo Rodríguez más conocido como Sicodélico. Como la mayoría de la familia Rodríguez participan en la Lucha Libre, no es sorprendente que Sicodélico Jr. decidió seguir los pasos de su padre. Después de haber sido entrenado por su tío Dos Caras, Sicodélico Jr. hizo su debut en enero de 1998 en Nezahualcóyotl, Estado de México en la Arena San Juan Pantitlán, trabajando inicialmente en el circuito independiente mexicano. A mediados de 1998 firmó un contrato con la empresa Asistencia Asesoría y Administración (AAA) y se unió a un grupo de luchadores llamados Los Junior Atómicos, ya que estaba integrado por La Parka, Jr., El Perro Aguayo, Jr. y Máscara Sagrada, Jr.. Sicodélico Jr. se quedó sólo un tiempo en la AAA, para después de un año irse y ser sustituido dentro del grupo por Blue Demon, Jr..
En el 2001 Sicodélico, Jr. firmó un contrato con la otra gran promoción de la lucha libre en México, el Consejo Mundial de Lucha Libre (CMLL), donde comenzó a trabajar en las luchas principales. En agosto del 2001, Sicodélico Jr. se asoció al veterano del CMLL Olímpico, con quien compitió en el torneo anual de dicha empresa, La Gran Alternativa, donde participaron en el típico torneo de eliminación a una caída. El equipo clasificó a la tras derrotar a los equipos de Gran Marcus Jr. & Dr. X y Blue Panther y Virus. El 14 de agosto del 2001, Sicodélico Jr. y Olímpico se reunieron y derrotaron al equipo de Guerrero Negro y Sangre Azteca en la final para ganar el torneo de 2001. Después de su victoria, Sicodélico Jr. hizo algunas apariciones en los eventos principales del CMLL, pero no lograr mucho en los próximos dos años. A finales del 2003 Sicodélico Jr. salió del CMLL y volvió a trabajar en el circuito independiente mexicano y en Japón para adquirir más experiencia. En Japón fue fuertemente promovido como representante de México, a pesar de haber nacido en los Estados Unidos. En el 2006, Sicodélico Jr. regresó al CMLL y también comenzó a trabajar para la International Wrestling Revolution Group (IWRG), ya que las dos promociones habían firmado un acuerdo de reparto de talento en ese momento. 
Después de su temporada con CMLL y IWRGque terminaron a finales del 2006, Sicodélico Jr. comenzó a trabajar en los Estados Unidos, principalmente en el área de Texas, donde trabajó para las promociones de River City Wrestling y Insanity Pro Wrestling, ganando títulos en ambas promociones. También comenzó a trabajar por algún tiempo en la National Wrestling Alliance (NWA), en donde participó en el torneo para coronar al primer Campeón Mundial Peso Pesado de NWA después de que Total Nonstop Action Wrestling despojara los títulos de su pertenencia. En la primera ronda derrotó a un luchador llamado "Roughneck" Ryan, pero perdió ante Claudio Castagnoli en la segunda ronda del espectáculo. Sicodélico Jr. se unió con otro luchador llamado "Incognito" y fue uno de los tres equipos que disputaron el vacante Campeonato Mundial en Parejas de NWA, pero no logró ganar el título. Sicodélico Jr. también ha trabajado para varios espectáculos de Chikara, incluyendo el trabajo en equipo que hizo con Lince Dorado y Pantera en el torneo King of Trios.

### World Wrestling Entertainment (2008-2009)
En junio del 2008, Sicodélico Jr. participó en un dark match en el Monday Night Raw grabado como prueba para la World Wrestling Entertainment (WWE). Sicodélico Jr. llegó recomendado por el entonces empleado de la WWE, Super Crazy, quien lo llevó para que realizara sus pruebas. El 17 de abril del 2009 se anunció que Sicodélico Jr., había firmado un contrato con la WWE y que se dirigía a su territorio de desarrollo, la Florida Championship Wrestling (FCW). Sicodélico Jr. ha participado en un par de luchas en la FCW hasta ahora, desenmascarado y bajo el nombre de Aarón Rodríguez, su nombre real. Sin embargo, tiempo después cambió su nombre a Espiral. El 15 de septiembre de 2009 fue liberado de su contrato.

### River City Wrestling (2010-presente)
En abril de 2010, Sicodélico, Jr. hizo su regreso a River City Wrestling en el evento Texas Explosion V, donde derrotó a Andy Dalton. Después, al terminar la batalla estelar, Sicodélico, Jr. conectó una Superkick a SKAM-13, luego de que este ganó el RCW Championship, dejándolo tendido en medio del ring y tapado con una bandera de México.

## En lucha
- Movimientos finales y de firma :
  - Plancha Suicida
  - Corkscrew Splash

## Campeonatos y logros
- Consejo Mundial de Lucha Libre
  - Torneo Gran Alternativa (2001) - con Olímpico[3]
- Insanity Pro Wrestling
  - IPW World Heavyweight Championship (1 vez)
- River City Wrestling
  - RCW Cyber Championship (2 veces)
- Spartan Wrestling Group
  - SWC World Welterweight Championship (1 vez)
- Pro Wrestling Illustrated
  - Nº308 en los PWI 500 del 2007